# Abd Allah II bin Rashid Al Mu'alla
Abd Allah II bin Rashid Al Mu'alla (in arabo عبد الله بن راشد بن أحمد المعلا‎?; ... – ottobre 1923), è stato emiro di Umm al-Qaywayn dal 1922 al 1923. Il suo breve regno fu dominato dai timori di un colpo di Stato da parte dei suoi zii e fu bruscamente interrotto dalle macchinazioni di un cugino.

## Regno
Lo sceicco Rashid II bin Ahmad morì di polmonite nell'agosto del 1922. All'evento furono presenti solo sua madre e gli schiavi della famiglia. Essi agirono rapidamente per far sapere al figlio maggiore di Rashid II bin Ahmad, Abd Allah, che suo padre era morto. Egli, che aveva solo 20 anni e che era in viaggio verso Falaj Al Ali (oggi Falaj Al Mualla), si precipitò a casa e si assicurò la presa del potere, consapevole che i suoi parenti maschi, in particolare i fratelli del padre, Ibrahim e Sa'id, avrebbero probabilmente contestato la successione.
Abd Allah inviò un messaggero a Mohammed Ali bin Huwaidan, il capo della potente tribù beduina dei Bani Qitab, che gli comunicò che doveva la sua lealtà alla casa di Al Mu'alla. Mohammed Ali si recò a Umm al-Quwain con una forza di circa cento uomini che vennero posti a guardia della cittadina. La mossa fu vincente: Ibrahim bin Ahmad rimase a Falaj Al Ali e Sa'id bin Ahmad fuggì a Ras al-Khaimah. Un altro possibile pretendente, Abd Allah bin Sa'id, che era sposato con la figlia di Rashid II bin Ahmad, rimase a in città ma fu posto agli arresti domiciliari. Lo stesso Abd Allah mantenne una casa a Ras al-Khaima.
Abd Allah rifiutò di lasciare che i suoi zii tornassero a Umm al-Quwain, ma Sa'id si recò all'agenzia della residenza britannica e si lamentò. L'agente, Isa bin Abdel Latif, si recò a Umm al-Quwain nell'ottobre del 1922 per cercare di mediare con Abd Allah ma trovò il giovane ostinato e impaurito dai suoi parenti. Abdel Latif osservò anche che Abd Allah aveva alienato molti membri della famiglia al potere e che molte persone di Umm al-Quwain erano in viaggio per incontrare Sa'id, che si era trasferito ad Ajman. Il residente politico britannico Arthur Prescott Trevor incontrò Sa'id nel marzo del 1923 e fu persuaso dalle sue argomentazioni sul fatto che i Bani Qitab alimentassero l'animosità e controllassero Abd Allah bin Rashid.
L'agente britannico visitò Umm al-Quwain in settembre e, trovando Abd Allah ben saldo nella posizione di regnante, procedette a ricevere la promessa di Abd Allah di rispettare i trattati con gli inglesi. Abdel Latif esortò il giovane a rappacificarsi con la sua famiglia ma lui si rifiutò.
Nell'ottobre del 1923, un cugino di Abd Allah, Hamad bin Ibrahim, incaricò uno schiavo dalla sua famiglia di uccidere l'emiro. Subito dopo il funerale, Hamad sorpassò la famiglia e le guardie e assunse la direzione del governo proclamandosi emiro.